# Мінлива земля
«Мінлива земля» (англ. The Changing Land) — фентезійний роман американського письменника Роджера Желязни, опублікований 1981 року. Роман розвиває сюжетну лінію з різних новел про «Ділвіша Проклятого» (зібрані в роман у 1982 році як «Ділвіш-Проклятий»). Номінований на премію Локус. Елементи повісті навмисно відображають творчість Г. Лавкрафта, Френка Белкнепа Лона та Вільяма Гоупа Годжсона, включаючи «Гончів псів Тіндала», у романі називають «Гончими псами Тандала», «Будинок на прикордонні» та появи Старих богів.

## Сюжет
Події в романі розгортаються через декілька місяців по завершенні подій, описаних в останній главі «Ділвіша Проклятого». Вічний Замок, одна з декількох фортець, які належать головному ворогу Ділвіша, Джелерак, який нині мешкає в «божевільній» Одинокій старій Туалуа. Туалуа переживає одну зі «змін», характерних для його виду, що в цьому випадку спричиняє те, що навколиші біля замку землі, піддаються різного роду хаотичних, непередбачуваних та часто смертельних наслідків. Ряд магів, сподіваючись скористатися величезною силою Туалуа, намагаються пройти через цей вир і дістатися до замку. За цими подіями ззовні спостерігають члени Товариства магії.
Ділвіш, сповнений рішучості помститися Джелераку, приходить й намагається зруйнувати магічні бар'єри, сподіваючись знайти свого головного ворога всередині. У супроводі свого супутника Блека, демоноподібної істоти у формі чорного металевого коня, вони рятують чарівника Веліанда від утоплення у кислотній ямі. Незабаром вони зустрічаються з молодою ельфійською дівчиною Арлатою, замороженою одним магічним вітром. Веліанд розморожує її, виконуючи свою умову перед Блеком, й зникає. Потім Ділвіш потрапляє в полон до одного з доглядачів замку, Барана Додаткової руки, й кидається в підземелля з декількома полоненими магами.
Врятуючись від підземелля, Ділвіш бродить по замку, врешті-решт знаходить Семіраму, жінку, давно воскрешену Джелераком, для того, щоб стати однієї з доглядачів (разом з Бараном). Семірама зуміла домовитися з напівбога Туалуа, й змусила напівбога імітувати божевілля, щоб зруйнувати хаосом землі навколо замку. Це частина плану Барана щодо захопити владу Джелерака, зрив — одна з речей, яка заважає стороннім людям дістатися до замку. Баран також розмістив магічну охорону на інших точках входу, зокрема на дзеркалі, яке може виконувати роль порталу.
Блеку вдається прокрастися до замку в його людському образі, й зустріти Джелерака, замаскованого під Велеанда, який збирається принести в жертву несвідомому Арлату як засіб отримати контроль над Туалуа. Тим часом магам, які врятувалися, вдається вимкнути заклинання збереження, яке підтримує замок на якорі у звичайний час, внаслідок чого всі в замку тимчасово втрачають свідомість. Весь замок та його мешканці швидко прискорюються й вирушають в далеке майбутнє, настільки віддалене, що вони потрапляють до кінця часу. Тут вони стикаються з Старшими Богами, які представляються як істоти, що мають висоту зірок, граючи в кістки, мабуть, за право контролювати життя під ними.
Барана вбиває один з магів, а Джелерак та Туалуа потрапляють до Старших богів, перший — як їх полонений, а другий — як їх господар. Семірама, її воскресіння скасовано захопленням Джелерака Старшими богами, розсипається в пил, а її душа відтепер мешкає в дзеркалі в альтернативному всесвіті в дзеркалі, яке знаходиться в замку, де вона зустрічається з предком Ділвіша, Селаром.
Старші боги знову приєднують Вічний замок до потоку часу, і він проходить через початок Всесвіту, де чарівникам доводиться битися з «Гончими псами Тіндала». Зрештою, фортеця спочиває на початковому етапі історії.
Ділвіш спочатку розлючений відмовою у своєму бажанні помсти, але потім розуміє, що Джелерак отримає справедливість від рук Богів, яких він відкрито зневажив. Ділвіш вирішує повернутися на батьківщину разом з Арлатою, яка є внучкою однієї з колишніх фавориток Дільвіша у цій землі.
За допомогою члена Товариства вцілілі тікають через дзеркальний портал.

## Головні герої
- Ділвіш, головний герой, має змішане ельфійсько-людське походження. Він займається пошуками (щоб вбити того) чарівника Джелерака, який відправив Ділвіша в пекло. Він не є магом, але знає всі «жахливі вислови», які є надзвичайно потужними чорними магічними заклинаннями. Використовувати одне з цих заклинань — це як встановити ядерну зброю, тому використовуватиме їх лише в крайньому випадку. Він володіє магією в достатній мірі, щоб допомогти іншим ув'язненим магам у фортеці підтримувати «демонову пастку» у своїй камері, захищаючи їх від демонів, котрі блукають по фортеці та періодично дозволяють собі перекусити полоненими. Також носить «ельфійські черевики», які дозволяють йому підтримувати опору на будь-якій поверхні.
- Блек, демонічний кінь, на якому їздить Ділвіш. Повністю виготовлений з металу і може випускати з ніздрів вогонь. Він розумний та розмовляє з Ділвішем, коли вони домовляються про землю навколо фортеці. За певних обставин він може стати бурхливим бородатим чоловіком у кілті.
- Баран Зайвої руки — маг, який взяв під контроль фортецю та використовує напівбога Туалуа, щоб утримувати сторонніх людей у страху, поки він не зможе знайти спосіб управління Туалуа без використання Семірами, воскреслої королеви ельфів. Баран контролює магічну гігантську руку, яка з'являється з чарівного літака для нападу на його ворогів. Після вбивства Барана з’являється рука й несе його додому.
- Семірама — прекрасна ельфійська королева, яка колись покохала предка Ділвіша. Туалуа підкоряється суто її голосу. Вона померла багато століть тому, але її воскресив Джелерак для контролю над Туалуа.
- Туалуа — огидний напівбог, напевно, з великою кількістю щупалець, який живе в ямі, наповненій фекаліями всередині фортеці.
- Мельбрініононсадсаззертселдрегандішфельцеліор — демон, який складається з різних невідповідних частин тіла, таких як шматки земноводних та членистоногих, котрі блукають по замку, але можуть слухати голос Барана і Семірами. Його ім'я було спробою батьків зробити його доказом непридатності для призову до майстрами, оскільки майстер повинен вміти правильно вимовляти ім'я для того, щоб потрапити до призову та контролювати демона. На жаль, рідна мова Барана є аглютинативною, тому назва не представляє для нього жодних проблем. Блек стикається зі своїм побратимом, перебуваючи в людській формі, і вбиває його, на подив демона.
- Арлата — ельфійський дослідник, захоплений у мінливій землі навколо фортеці. Звільнена Велеандом, який насправді є Джелераком, пізніше її захоплює Джелерак для принесення в жертву, щоб отримати можливість контролювати Туалуа.
- Джелерак — потужний чорний маг, тимчасово ослаблений у силі за допомогою нападів деяких своїх колишніх послідовників, повертається до своєї фортеці, щоб повернути владу, контролюючи напівбога Тулуа.
- Голрун — молодий амбітний член правлячої Ради магів, який пішов у відставку на знак протесту у справі про Позачасового замку. Насправді він зробив це показово, щоб розв'язати собі руки, сподіваючись використати ситуацію на свою користь. Він знаходить заклинання, яке захищає Замок від вторгнення магічними засобами, використовуючи форму дистанційного перегляду. Використовуючи свої навички, він вставляє власне заклинання в захисне заклинання, що дозволяє йому створити власний прохід у Замок. Наприкінці роману Ділвіш та Арлата використовують цей прохід для втечі.